# Hehlberg

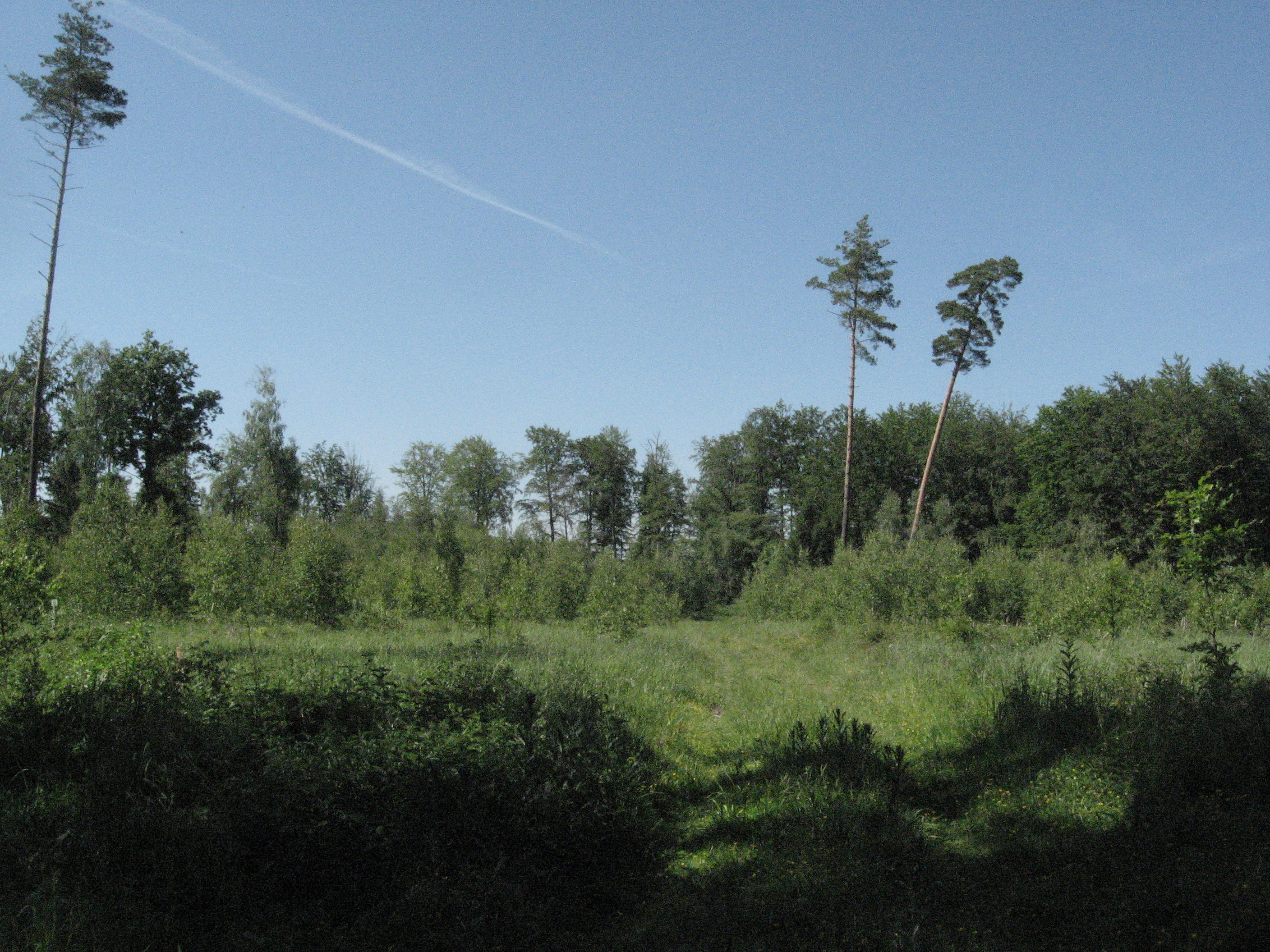
Das südöstliche Hehlbergplateau spät im Mai.

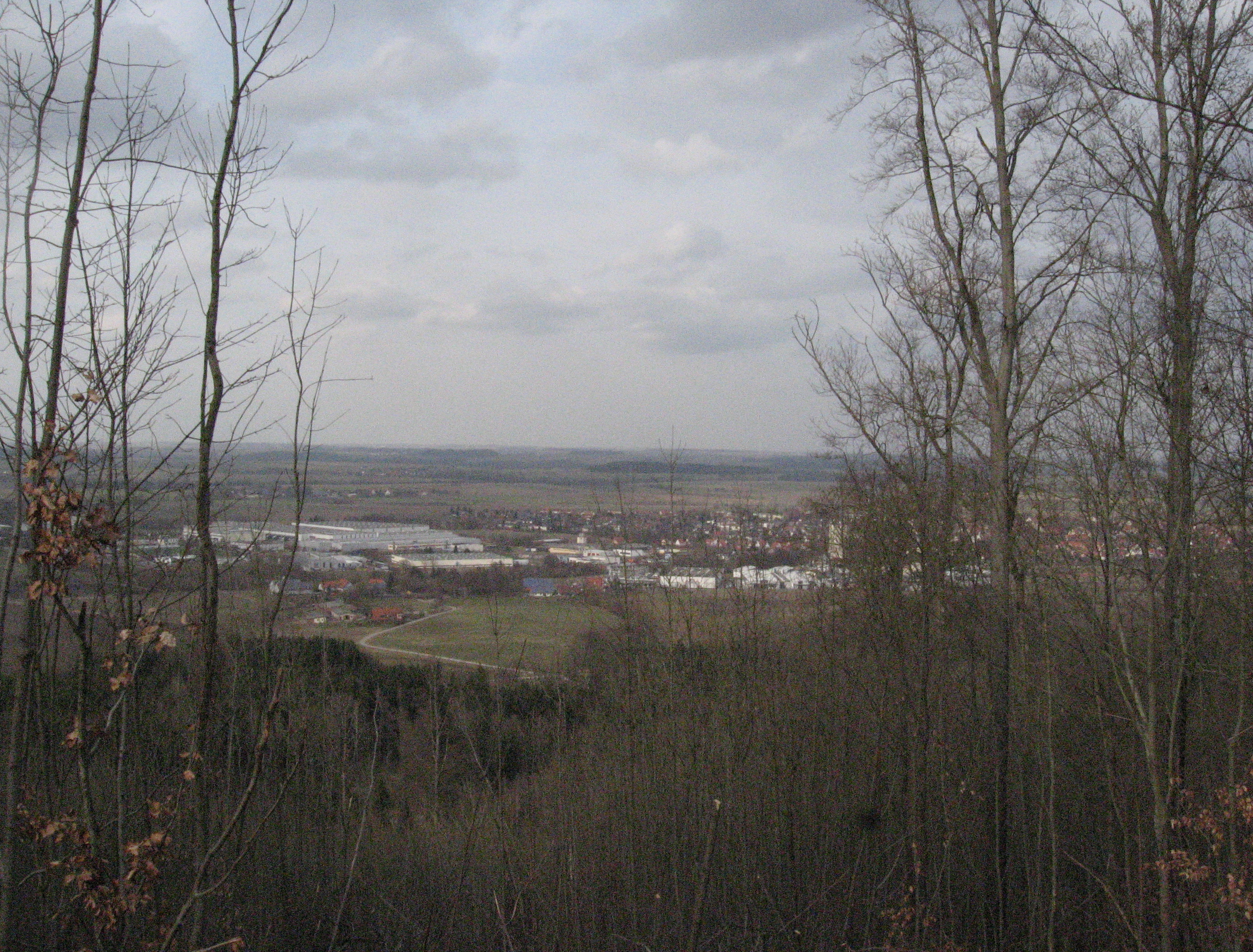
Blick vom Hehlberg aufs Sulzdorfer Industriegebiet.

Der Hehlberg ist eine Erhebung am Rand der nördlichen Limpurger Berge bei Schwäbisch Hall-Sulzdorf im nordöstlichen Baden-Württemberg.

## Lage
Der Hehlberg erhebt sich etwa zwei Kilometer südwestlich der Dorfmitte von Sulzdorf bis auf 504,4 m ü. NHN. Seine kleine Hochebene liegt etwa 110 m über dem Flachland um Sulzdorf im Nordosten und etwa 80 m über dem Talgrund der obersten Fischach im Südwesten. Er ist in dessen Norden Teil des kleineren Ostzweigs der Limpurger Berge zwischen Fischachtal im Südwesten und Bühlertal im Nordosten. Diese Berg- und Hügelkette beginnt am flachen nordöstlichsten Ausläufer der Limpurger Berge, dem Sulzdorfer/Hessentaler Hasenbühl, und zieht sich zunächst in einer kleinen Bergkette aus Bauernschnäue (512,4 m ü. NHN), Rauhem Berg (508,5 m ü. NHN), Neuberg (499,4 m ü. NHN) und schließlich Hehlberg (504,4 m ü. NHN) westlich rund um die Erosionsbucht des Sulzdorfer Schwarzenlachenbachs herum. Sie erreicht im weiteren Verlauf noch zweimal Höhen über 470 m ü. NN und bleibt dann bis zum Mündungssporn zwischen Fischach- und Bühlertal etwa 9 km weiter im Südosten, mit dem sie ausläuft, immer unter 450 m ü. NN.

## Gestalt und Natur
Der Hehlberg hat eine etwa 6 ha große, grob ovale und staunasse Kieselsandstein-Hochfläche, die derzeit in ihrer nordwestlichen Hälfte Eichen-Buchen-Mischwald trägt. Die andere ist fast nur am Rande von Bäumen bestanden und zeigt im hochstammlosen Inneren auf Teilflächen Neuaufwuchs von Pioniergehölzen, vor allem von Birken. Die meist lehmigen Hänge des Bergs fallen anfangs recht steil, am Fuß flacher ab und sind bewaldet. Vom westlich unmittelbar benachbarten Neuberg trennt ihn ein etwa 57 m tiefer liegender kleiner Pass, durch den in südlicher Richtung ein guter Waldweg von der Sulzdorfer Schwarzenlache ins obere Fischachtal führt. An seiner Südostseite setzt der kleine Schilfsandstein-Rücken des Birkentöbeles die Bergkette etwa 30 m tiefer zunächst flach nach Süden fort, über dessen Ansatz läuft quer ein weiterer ausgebauter Feldweg von der K 2627 Sulzdorf–Herlebach her. Von dessen höchstem Punkt aus erklimmt eine kurze Steige die Hochfläche des Hehlbergs und läuft dann oben als Grasweg weiter, in dem oft das Wasser in Kuhlen steht.

## Geschichte
Am Südosthang des Berges neben dem dortigen Waldweg haben sich Grabenreste der einst dort in Richtung des Birkentöbeles ziehenden Haller Landheeg erhalten.